# Distretto di San Javier de Alpabamba
Il distretto di San Javier de Alpabamba è uno dei dieci distretti della provincia di Paucar del Sara Sara, in Perù. Si trova nella regione di Ayacucho e si estende su una superficie di 92,87 chilometri quadrati.

Istituito il 24 luglio 1952, ha per capitale la città di San Javier de Alpabamba; nel censimento del 2005 contava 348 abitanti.